# هربرت سبنسر باربر
هربرت سبنسر باربر (بالإنجليزية: Herbert Spencer Barber)‏ هو عالم حشرات أمريكي، ولد في 1882 في ينكتون في الولايات المتحدة، وتوفي في 1950.